# The Foreign Spy (film 1911)
The Foreign Spy è un cortometraggio muto del 1911 diretto da Lewin Fitzhamon.

## Trama
Una ragazza riesce a sfuggire alle spie francesi e a salvare un marinaio legato in mare.

## Produzione
Il film fu prodotto dalla Hepworth.

## Distribuzione
Distribuito dalla Hepworth, il film - un cortometraggio di 183 metri - uscì nelle sale cinematografiche britanniche nel settembre 1911.
Si conoscono pochi dati del film che, prodotto dalla Hepworth, fu distrutto nel 1924 dallo stesso produttore, Cecil M. Hepworth. Fallito, in gravissime difficoltà finanziarie, il produttore pensò in questo modo di poter almeno recuperare il nitrato d'argento della pellicola.